# Elwood, Illinois
Elwood är en ort (village) i Will County i Illinois. Vid 2020 års folkräkning hade Elwood 2 229 invånare.